# Terence McKenna (filmproducer)
Terence McKenna (Montréal, 1945. augusztus 8. –) kanadai dokumentumfilm-rendező. Együttműködött testvérével, Brian McKennával, aki szintén díjnyertes filmrendező.

## Olvadás: A globális pénzügyi összeomlás titkos története
A CBC Doc Zone című sorozatában McKenna a 2008 szeptemberében kezdődött globális pénzügyi összeomlás történetét vizsgálta „a világ kormányainak és bankintézeteinek legmagasabb szintjein lévő hátsó szobáktól”, „a Wall Streettől Dubajon át Kínáig”. A sorozatban szerepeltek a következők: „A bukás után”, „Az ár megfizetése”, „Egy globális cunami”, „Az emberek, akik összeomlott a világ”.

## Részleges filmográfia
- Olvadás: A globális pénzügyi összeomlás titkos története
- 2006. szeptember 11-i titkos története
- Föld, arany és nők, 2006
- Az al-Kaida fia, 2004
- János Pál élete és korai, 2003
- Korea: A befejezetlen háború, 2003
- Egy terrorista nyoma, 2001
- Fekete Október (film), 2000
- The Valor and the Horror, 1992
- The Squamish Five, 1989

## Fordítás
Ez a szócikk részben vagy egészben  a   Terence McKenna (film producer) című angol Wikipédia-szócikk ezen változatának fordításán alapul.  Az eredeti cikk szerkesztőit annak laptörténete sorolja fel. Ez a jelzés csupán a megfogalmazás eredetét és a szerzői jogokat jelzi, nem szolgál a cikkben szereplő információk forrásmegjelöléseként.